# Liste der Bodendenkmale in Helmstedt
In der Liste der Bodendenkmale in Helmstedt sind alle Bodendenkmale der niedersächsischen Stadt Helmstedt aufgelistet. Die Quelle ist der Denkmalatlas Niedersachsen.
- Diese Liste erhebt keinen Anspruch auf Vollständigkeit.
- Die Angaben ersetzen nicht die rechtsverbindliche Auskunft der zuständigen Denkmalschutzbehörde.
- Es sind nur Daten aus dem Denkmalatlas verarbeitet.
- Der Stand der Liste ist der 26. August 2024.

Helmstedt im Landkreis Oldenburg

## Allgemein
In den Spalten finden sich folgende Informationen des Bodendenkmales:
| Lage         | geographische Koordinaten                                                           |
| Bezeichnung  | Bezeichnung lt. Denkmalatlas                                                        |
| Beschreibung | Beschreibung lt. Denkmalatlas                                                       |
| ID           | Objekt-ID                                                                           |
| Bild         | Bild, ggf. zusätzlich mit Link zu weiteren Fotos im Medienarchiv Wikimedia Commons. |

## Barmke
| Lage                        | Bezeichnung                  | Beschreibung | ID       | Bild |
| --------------------------- | ---------------------------- | --- | -------- | ---- |
| 52° 15′ 21″ N, 10° 57′ 4″ O | Barmke 1, Lüneburger Heerweg | Wegespur. Zwischen Helmstedt und dem Dorm (Höhenzug nordwestlich von Helmstedt) verläuft der „Lüneburger Heerweg“. Er zieht erst an der Gemarkungsgrenze zwischen Süpplingenburg und Barmke Richtung Südosten entlang,und verläuft dann parallel zur Bahnstrecke. Besonders gut erhalten sind die Abschnitte entlang der Gemarkungsgrenze. Hier beträgt die Gesamt-Br. der Trasse 13 m; Fahrbahn-Br. 8 m; Br. der Gräben 2 – 3 m; T. der Gräben 1 m. Die Reste der alten Heerstraße stellen ein wichtiges Zeugnis der Landesgeschichte dar. - Teilstück ID: 37652831 - Teilstück ID: 37652822 - Teilstück ID: 37653601 | 28985188 | BW   |

## Emmerstedt
| Lage                         | Bezeichnung                                  | Beschreibung                                | ID       | Bild |
| ---------------------------- | -------------------------------------------- | ------------------------------------------- | -------- | --- |
| 52° 15′ 21″ N, 10° 57′ 5″ O  | Emmerstedt 1, Lüneburger Heerweg [Teilstück] | Wegespur                                    | 37652792 | [[Vorlage:Bilderwunsch/code!/C:52.255859,10.951347!/D:Emmerstedt 1, Lüneburger Heerweg [Teilstück]!/\|BW]] |
| 52° 14′ 39″ N, 10° 57′ 59″ O | Urnengräberfeld                              | Brandgräberfeld der vorrömischen Eisenzeit. | 28979341 | BW |

## Helmstedt
| Lage                        | Bezeichnung                   | Beschreibung | ID       | Bild                                                                                  |
| --------------------------- | ----------------------------- | --- | -------- | ------------------------------------------------------------------------------------- |
| 52° 13′ 40″ N, 11° 0′ 52″ O | Helmstedt 3, Stadtwall        | Die Innenstadt umschließend, erstreckt sich der Helmstedter Stadtwall. Die folgenden Teilstücke sind noch erhalten: Im südwestlichen Bereich entlang der Straße Batteriewall als Terrasse, im südöstlichen Bereich entlang der Straße Kleiner Wall als Terrasse, im östlichen und nördlichen Bereich entlang der Straße Langer Wall als Wall. Der westliche Abschnitt ist nicht mehr erhalten, jedoch als Straße Schützenwall klar erkennbar. | 28987035 | BW                                                                                    |
| 52° 13′ 32″ N, 11° 0′ 25″ O | Batteriewall                  | | 37648652 | BW                                                                                    |
| 52° 13′ 30″ N, 11° 0′ 49″ O | Kleiner Wall                  | | 37648711 | BW                                                                                    |
| 52° 13′ 40″ N, 11° 0′ 52″ O | Langer Wall [Teilstück]       | Abschnitt südlich Wallplatz | 37648834 | [[Vorlage:Bilderwunsch/code!/C:52.227729,11.014361!/D:Langer Wall [Teilstück]!/\|BW]] |
| 52° 13′ 52″ N, 11° 0′ 46″ O | Langer Wall [Teilstück]       | Abschnitt nördlich Wallplatz | 37648992 | [[Vorlage:Bilderwunsch/code!/C:52.231025,11.012883!/D:Langer Wall [Teilstück]!/\|BW]] |
| 52° 12′ 59″ N, 11° 2′ 42″ O | Helmstedt 4 Magdeburger Warte | Südöstl. der Stadt Helmstedt, südl. der B 1, unmittelbar an der ehemaligen Grenze zur DDR, die sogenannte „Magdeburger Warte“. Teil der äußeren Befestigung der Stadt Helmstedt und steht im Zusammenhang mit der Helmstedter Landwehr und den Walbecker Warten. | 28980105 |                                                                                       |
| 52° 13′ 26″ N, 11° 0′ 41″ O | Helmstedt 5, Steinkreuz       | In der Stadt an einer Privatstraße – Ecke Schöninger Straße steht ein Steinkreuz. H. 0,95 m; Schaft-Br. unten 0,33 m – oben 0,27 m; Arm-L. 0,67 m; Str. 0,22 m. Eine frühere Beschädigung unten am Schaft ist ausgebessert worden. | 28979346 |                                                                                       |

### Helmstedt 1
- ID: 28966723
- Es handelt sich dabei um zwei Nord-Süd-orientierte, rechteckige Großsteingräber in rechteckigen Steineinfassungen. Sie liegen ca. 120 m (in NS-Richtung) voneinander entfernt und wurden aus Knollensteinen (= Braunkohlenquarziten) errichtet. Bereits vor 1696 wurden die Gräber vermutlich beraubt, erste Grabungen im Jahr 1696 erbrachten innerhalb der Kammer keine Funde, außerhalb der Kammer fanden sich nur Holzkohle und Tierknochen. Eine Ausgrabung in den 1930ern ergab, dass einige der Umfassungssteine umgestürzt waren. Bei weiteren Untersuchungen 1935/36 wurden Spuren weiterer Bestattungen und Scherben in der Umgebung der Großsteingräber gefunden.

| Lage                         | Bezeichnung                | Beschreibung | ID       | Bild           |
| ---------------------------- | -------------------------- | --- | -------- | -------------- |
| 52° 13′ 51″ N, 10° 59′ 13″ O | Helmstedt 1 Großsteingrab  | Das Großsteingrab ist eines der beiden sogenannten Lübbensteine. Ca. 120 m nördl. des zweiten Grabes. Sprockhoff beschrieb das Großsteingrab 1975 wie folgt: „Hünenbett in Richtung Nord-Süd, nicht ungestört erhalten. Die Aufnahmezeichnung Grabowskys läßt den verhätltnismäßig guten Zustand mit den an den Langseiten situ stehenden Umfassungssteinen erkennen, sowie fünf Paare Träger der Kammer und den südlichen Abschlußstein in situ. Die fünf Decksteine waren in die Kammer gestürzt und teilweise zerbrochen. Aus Thaerigens Rekonstruktion ergibt sich ein 14 m langes und 5 m breites Hünenbett, darin eine fünfjochige Steinkammer mit einer lichten Weite von 7 m : 1,8 m. Zwischen dem ersten und zweiten südlichen Tragstein der östlichen Kammerlangseite fand sich eine Lücke, in der ein Schwellenstein gefunden wurde, vor der Lücke wurden zwei Gangträger in situ gefunden. Das Grab ist nahezu vollständig wiederhergestellt“. | 28966725 | Weitere Bilder |
| 52° 13′ 47″ N, 10° 59′ 13″ O | Helmstedt 2, Großsteingrab | Das Großsteingrab ist eines der beiden sogenannten Lübbensteine. Es befindet sich ca. 120 m südl. des ersten Grabes. | 28966726 | Weitere Bilder |